# Hoa hậu Liên lục địa
Hoa hậu Liên lục địa  (tiếng Anh: Miss Intercontinental) là cuộc thi sắc đẹp quốc tế thường niên lớn thứ 8 trên hành tinh, được tổ chức lần đầu tiên vào năm 1971 khi chính quyền của Aruba (khi đó thuộc Antilles, Hà Lan) muốn tổ chức một hoạt động nhằm quảng bá và thu hút khách du lịch trên toàn thế giới.
Đương kim Hoa hậu Liên lục địa 2024 là cô Maria Cepero, đến từ Puerto Rico.

## Lịch sử

### Các danh hiệu chính của cuộc thiHoa hậu Liên lục địa:
- Hoa hậu Liên lục địa
- Á hậu Liên lục địa
  - Á hậu 1
  - Á hậu 2
  - Á hậu 3
  - Á hậu 4
  - Á hậu 5 (tùy năm)
  - Á hậu 6 (tùy năm)

Ngoài các danh hiệu chính, cuộc thi còn trao các danh hiệu Hoa hậu Liên lục địa khu vực, như:
- Hoa hậu Liên lục địa châu Á- châu Đại Đương
- Hoa hậu Liên lục địa châu Âu
- Hoa hậu Liên lục địa Nam Mỹ
- Hoa hậu Liên lục địa Bắc Mỹ
- Hoa hậu Liên lục địa châu Phi

## Danh sách Hoa hậu Liên lục địa
| Năm  | Quốc gia/Vùng lãnh thổ | Hoa hậu Liên lục địa              | Nơi tổ chức                   | Số lượng tham gia |   |
| ---- | ---------------------- | --------------------------------- | ----------------------------- | ----------------- | - |
| 1971 | Perú                   | Magnolia Martínez                 | Oranjestad, Aruba             | -                 |   |
| 1972 | Brazil                 | Jane Vieira Macambira             | Oranjestad, Aruba             | -                 |   |
| 1973 | Hoa Kỳ                 | Barbara Jean Sergi                | Oranjestad, Aruba             | 15                |   |
| 1974 | Venezuela              | María Emilia De Los Ríos          | Oranjestad, Aruba             | 18                |   |
| 1975 | Iran                   | Shohreh Nikpour                   | Oranjestad, Aruba             | 24                |   |
| 1976 | Nicaragua              | Ivania Navarro Yenic              | Oranjestad, Aruba             | 37                |   |
| 1977 | Anh                    | Elizabeth Ann Jones               | Oranjestad, Aruba             | 55                |   |
| 1978 | Ấn Độ                  | Elizabeth Anita Reddi             | Oranjestad, Aruba             | 44                |   |
| 1979 | Hoa Kỳ                 | Maryanne Shaugnessey              | Oranjestad, Aruba             | 30                |   |
| 1980 | Argentina              | Elizabeth Gasiewicz               | Punto Fijo, Venezuela         | 40                |   |
| 1981 | Brazil                 | Cristiane Lisita Passos           | Barranquilla, Colombia        | 38                |   |
| 1982 | Hoa Kỳ                 | Jodee Joy Dominici                | Cartagena de Indias, Colombia | 42                |   |
| 1983 | Hà Lan                 | Brigitte Bergman                  | Oranjestad, Aruba             | 40                |   |
| 1984 | Cuộc thi bị hoãn       | Cuộc thi bị hoãn                  | Cuộc thi bị hoãn              | Cuộc thi bị hoãn  |   |
| 1985 | Cộng hòa Dominica      | Sumaya Heinsen                    | Lagos, Nigeria                | -                 |   |
| 1986 | Puerto Rico            | Elizabeth Robinson                | Lagos, Nigeria                | -                 |   |
| 1988 | Curaçao                | Joan Maynard                      | Lagos, Nigeria                | 22                |   |
| 1989 | Nigeria                | Bianca Onoh (Truất ngôi)          | Lagos, Nigeria                | -                 |   |
| 1989 | Cộng hòa Dominica      | Brenda Marte Lajara (Thay thế)    | Lagos, Nigeria                | -                 |   |
| 1990 | Jamaica                | Sandra Foster                     | Lagos, Nigeria                | -                 |   |
| 1991 | Puerto Rico            | Elizabeth Robinson Latalladi      | Lagos, Nigeria                | 13                |   |
| 1991 | Nga                    | Alyona Ivanova                    | Lagos, Nigeria                | Bonn, Đức         | - |
| 1992 | Đức                    | Susanne Petry                     | Eschweiler, Đức               | -                 |   |
| 1993 | Đức                    | Verona Feldbusch                  | Bonn, Đức                     | 15                |   |
| 1994 | Hoa Kỳ                 | Kimberly Anne Byers               | Dusseldorf, Đức               | 22                |   |
| 1995 | Quần đảo Virgin (Mỹ)   | Melissa Cortez                    | Dresden, Đức                  | 22                |   |
| 1996 | Tahiti                 | Timeri Baudry                     | Trier, Đức                    | 23                |   |
| 1997 | Ấn Độ                  | Lara Dutta                        | Freiburg im Breisgau, Đức     | 32                |   |
| 1998 | Brazil                 | Janaína Berenhauser               | Bonn, Đức                     | 23                |   |
| 1999 | Thổ Nhĩ Kỳ             | Mine Erbaykent                    | Bochum, Đức                   | 24                |   |
| 2000 | Đức                    | Sabrina Schepmann                 | Kaiserslautern, Đức           | 30                |   |
| 2001 | Venezuela              | Ligia Petit                       | Coburg, Đức                   | 31                |   |
| 2002 | Curaçao                | Rychacviana Coffie                | Furth, Đức                    | 31                |   |
| 2003 | Liban                  | Dominique Hourani                 | Berlin, Đức                   | 34                |   |
| 2004 | Colombia               | Deissy Catalina Valencia Deossa   | Hohhot, Trung Quốc            | 54                |   |
| 2005 | Venezuela              | Emmarys Pinto                     | Hoàng Sơn, Trung Quốc         | 61                |   |
| 2006 | Slovakia               | Katarína Manová                   | Nassau, Bahamas               | 45                |   |
| 2007 | Liban                  | Nancy Afiouni                     | Mahé, Seychelles              | 41                |   |
| 2008 | Colombia               | Cristina Lucía Camargo de la Rans | Zabrze, Ba Lan                | 57                |   |
| 2009 | Venezuela              | Hannelly Quintero                 | Minsk, Belarus                | 56                |   |
| 2010 | Puerto Rico            | Maydelise Columna                 | Punta Cana, Cộng hòa Dominica | 58                |   |
| 2011 | Hoa Kỳ                 | Jessica Hartman                   | Orihuela, Tây Ban Nha         | 60                |   |
| 2012 | Venezuela              | Daniela Chalbaud                  | Aachen, Đức                   | 53                |   |
| 2013 | Nga                    | Ekaterina Plekhova                | Magdeburg, Đức                | 59                |   |
| 2014 | Thái Lan               | Patraporn Wang                    | Magdeburg, Đức                | 68                |   |
| 2015 | Nga                    | Valentina Rasulova                | Magdeburg, Đức                | 68                |   |
| 2016 | Puerto Rico            | Heilymar Rosario                  | Colombo, Sri Lanka            | 63                |   |
| 2017 | Mexico                 | Verónica Salas                    | Hurghada, Ai Cập              | 66                |   |
| 2018 | Philippines            | Karen Juanita Gallman             | Pasay, Philippines            | 83                |   |
| 2019 | Hungary                | Fanni Miko                        | Sharm El Sheikh, Ai Cập       | 75                |   |
| 2020 | Cuộc thi bị hoãn       | Cuộc thi bị hoãn                  | Cuộc thi bị hoãn              | Cuộc thi bị hoãn  |   |
| 2021 | Philippines            | Cindy Obeñita                     | Sharm El Sheikh, Ai Cập       | 72                |   |
| 2022 | Việt Nam               | Lê Nguyễn Bảo Ngọc                | Sharm El Sheikh, Ai Cập       | 71                |   |
| 2023 | Thái Lan               | Chatnalin Chotjirawarachat        | Sharm El Sheikh, Ai Cập       | 71                |   |
| 2024 | Puerto Rico            | Maria Cepero                      | Sharm El Sheikh, Ai Cập       | 71                |   |

### Số người chiến thắng theo quốc gia
| Quốc gia             | Số lần | Năm                          |
| -------------------- | ------ | ---------------------------- |
| Puerto Rico          | 5      | 1986, 1991, 2010, 2016, 2024 |
| Venezuela            | 5      | 1974, 2001, 2005, 2009, 2012 |
| Hoa Kỳ               | 5      | 1973, 1979, 1982, 1994, 2011 |
| Nga                  | 3      | 1991, 2013, 2015             |
| Đức                  | 3      | 1992, 1993, 2000             |
| Brazil               | 3      | 1972, 1981, 1998             |
| Thái Lan             | 2      | 2014, 2023                   |
| Philippines          | 2      | 2018, 2021                   |
| Colombia             | 2      | 2004, 2008                   |
| Liban                | 2      | 2003, 2007                   |
| Curaçao              | 2      | 1988, 2002                   |
| Ấn Độ                | 2      | 1978, 1997                   |
| Cộng hòa Dominica    | 2      | 1985, 1989                   |
| Việt Nam             | 1      | 2022                         |
| Hungary              | 1      | 2019                         |
| Mexico               | 1      | 2017                         |
| Slovakia             | 1      | 2006                         |
| Thổ Nhĩ Kỳ           | 1      | 1999                         |
| Tahiti               | 1      | 1996                         |
| Quần đảo Virgin (Mỹ) | 1      | 1995                         |
| Jamaica              | 1      | 1990                         |
| Nigeria              | 1      | 1989                         |
| Hà Lan               | 1      | 1983                         |
| Argentina            | 1      | 1980                         |
| Anh                  | 1      | 1977                         |
| Nicaragua            | 1      | 1976                         |
| Iran                 | 1      | 1975                         |
| Perú                 | 1      | 1971                         |

## Kết quả Hoa hậu Liên lục địa
| Vị trí                    | Thí sinh |
| ------------------------- | --- |
| Hoa hậu Liên lục địa 2024 | - Puerto Rico – María Cepero ‡ |
| Á hậu 1                   | - Venezuela – Georgette Musrie |
| Á hậu 2                   | - Philippines – Alyssa Redondo § |
| Á hậu 3                   | - Việt Nam – Bùi Khánh Linh |
| Á hậu 4                   | - Đức – Celina Weil |
| Á hậu 5                   | - Hoa Kỳ – Kenyatta Beazer |
| Á hậu 6                   | - Zimbabwe – Amanda Peresu |
| Top 22                    | - Bỉ – Nell Joostens - Brazil – Maria Ahl - Campuchia – Phorn Srey Pii - Canada – Marina Saleeb - Colombia – María José Vargas - Cuba – Rosangela Rizo - Cộng hòa Séc – Julie Smékalová - Nhật Bản – Tamaki Mikan - Kenya – Linezy Zawadi - Moldova – Daria Kochier - Nga – Ekaterina Mineeva - Sri Lanka – Prathibha Liyanaarchchi - Thái Lan – Arabella Gregory - Wales – Mia Williams - Zambia – Adah Mushibi |

| 1. Philippines 2. Puerto Rico 3. Kenya 4. Zambia 5. Zimbabwe 6. Nhật Bản 7. Campuchia 8. Sri Lanka 9. Thái Lan 10. Việt Nam 11. Moldova 12. Đức 13. Wales 14. Cộng hòa Séc 15. Nga 16. Bỉ 17. Cuba 18. Hoa Kỳ 19. Canada 20. Colombia 21. Venezuela 22. Brazil | 1. Philippines 2. Puerto Rico 3. Zimbabwe 4. Việt Nam 5. Đức 6. Hoa Kỳ 7. Venezuela |

| Lục địa                  | Thí sinh                       |
| ------------------------ | ------------------------------ |
| Châu Phi                 | - Zimbabwe – Amanda Peresu     |
| Châu Á & Thái Bình Dương | - Việt Nam – Bùi Khánh Linh    |
| Châu Âu                  | - Đức – Celina Weil            |
| Bắc Mỹ                   | - Hoa Kỳ – Kenyatta Beazer     |
| Nam Mỹ                   | - Venezuela – Georgette Musrie |

| Giải thưởng                 | Thí sinh                       |
| --------------------------- | ------------------------------ |
| Trang phục dân tộc đẹp nhất | - Malaysia – Rieyka Lee        |
| Hoa hậu thân thiện          | - Malaysia – Rieyka Lee        |
| Hoa hậu ảnh                 | - Nga – Ekaterina Mineeva      |
| Trình diễn áo tắm đẹp nhất  | - Philippines – Alyssa Redondo |
| Miss Sunrise Resort         | - Moldova – Daria Kochier      |

| Quốc gia/Vùng lãnh thổ | Tên thí sinh             |
| ---------------------- | ------------------------ |
| Úc                     | Melany Wells             |
| Bangladesh             | Dil Hasan Dity           |
| Bỉ                     | Nell Joostens            |
| Brazil                 | Maria Clara D’Alessandro |
| Campuchia              | Phorn Srey Pii           |
| Canada                 | Marina Saleeb            |
| Colombia               | María José Vargas        |
| Crimea                 | Viktoria Vinogradova     |

| Hoa hậu Liên lục địa 2023 |

## Hoa hậu Liên lục địa theo châu lục

### Hoa hậu Liên lục địa theo châu lục
| Năm  | Hoa hậu Liên lục địa Nam Mỹ           | Hoa hậu Liên lục địa Bắc Mỹ          | Hoa hậu Liên lục địa châu Âu            | Hoa hậu Liên lục địa châu Á và châu Đại Dương | Hoa hậu liên lục địa châu Phi         |
| ---- | ------------------------------------- | ------------------------------------ | --------------------------------------- | --------------------------------------------- | ------------------------------------- |
| 2008 | Brasil - Vanessa Guimaraes            | Cộng hòa Dominica - Flor Elisa Jesis | Belarus - Yakovina Liubou               | Singapore - Lilian Lee                        | Seychelles - Noele Joubert            |
| 2009 | Venezuela - Hannelly Quintero         | Puerto Rico - Juliane Ruiz           | Belarus - Mariya Yesmna                 | Hàn Quốc - Cha Ye-lin                         | Ethiopia - Hiwot Tesfaye              |
| 2010 | Perú - Karen Schwarz                  | Puerto Rico - Maydelise Columna      | Ba Lan - Izabela Wilczek                | Philippines - Christi Lynn McGarry            | Ethiopia - Rodina Gebremariam         |
| 2011 | Hoa Kỳ - Jessica Hartman              | Jamaica - Chavoy Gordon              | Tây Ban Nha - Gloria Martínez           | Trung Quốc - Gong Rui                         | Ethiopia - Betelhem Hailu             |
| 2012 | Venezuela - Daniela Chalbaud          | Puerto Rico - Genesis Davila         | Anh - Laura Ashfield                    | Thái Lan - Natthida Pekkhad                   | Nam Phi - Roxanne Amy Zeller          |
| 2013 | Colombia - Margarita Peralta          | Puerto Rico - Aleyda Ortiz           | Nga - Ekaterina Plekhova                | Philippines - Andrea Koreen Medina            | Nam Phi - Kayla Nel                   |
| 2014 | Argentina - Nadina Vallina            | Cuba - Jeslie Mergal                 | Bồ Đào Nha - Joana Martins              | Philippines - Kris Tiffany Janson             | Nam Phi - Donique Leonard             |
| 2014 | Argentina - Nadina Vallina            | Cuba - Jeslie Mergal                 | Bồ Đào Nha - Joana Martins              | Thái Lan - Phataraporn Wang                   | Nam Phi - Donique Leonard             |
| 2015 | Venezuela - Katherine García          | Hoa Kỳ - Brianne Bailey              | Nga - Valentina Rasulova                | Philippines - Christi Lynn McGarry            | Zimbabwe - Tendai Bongani Humda       |
| 2016 | Venezuela - Amal Karina Nemer         | Puerto Rico - Heylimar Rosario       | Ý - Fioriana Russo                      | Sri Lanka - Tracy De Zilva                    | Ghana - Silvia Commodore              |
| 2017 | Brasil - Amanda Cardoso               | México - Verónica Salas              | Hà Lan - Cathelijne Madelief Heppenhuis | Philippines - Katarina Rodríguez              | Nigeria - Abigail Esther Ejike        |
| 2018 | Colombia - Hillary Hollmann Del Prado | Costa Rica - Adriana Moya            | Slovakia - Laura Longauerová            | Philippines - Karen Juanita Gallman           | Ethiopia - Bella Lire Lapso           |
| 2019 | Peru - Tiffany Yoko Chong Campos      | Hoa Kỳ - Monica Aguilar              | Hungary - Fanni Miko                    | Thái Lan - Naruemon Khampan                   | Nam Phi - Dane Venter                 |
| 2021 | Colombia - Maria Paula Castillo       | México - Paulina Uceda Escorcia      | Anh Quốc - Romy Simpkins                | Philippines - Cinderella Faye E. Obeñita      | Seychelles - Kelly-Mary Annette       |
| 2022 | Brazil - Cecília Almeida              | Puerto Rico - Mariela Pepin          | Đức - Tatjana Genrich                   | Việt Nam - Lê Nguyễn Bảo Ngọc                 | Nigeria - Joy Raimi                   |
| 2023 | Colombia – Marelis Salas Julio        | México – Christina Villegas Murillo  | Nga – Daria Reshta                      | Việt Nam – Lê Nguyễn Ngọc Hằng                | Sierra Leone – Christiana Sia Johnson |
| 2024 | Venezuela - Georgette Musrie          | Hoa Kỳ - Kenyatta Beazer             | Đức - Celina Weil                       | Việt Nam - Bùi Khánh Linh                     | Zimbabwe - Amanda Peresu              |

### Số người chiến thắng Hoa hậu Liên lục địa Châu lục theo quốc gia
| Quốc gia           | Số lần thắng | Năm                                      |
| ------------------ | ------------ | ---------------------------------------- |
| Philippines        | 7            | 2010, 2013, 2014, 2015, 2017, 2018, 2021 |
| Puerto Rico        | 6            | 2009, 2010, 2012, 2013, 2016, 2022       |
| Venezuela          | 5            | 2009, 2012, 2015, 2016, 2024             |
| Hoa Kỳ             | 4            | 2011, 2015, 2019, 2024                   |
| Colombia           | 4            | 2013, 2018, 2021, 2023                   |
| Nam Phi            | 4            | 2012, 2013, 2014, 2019                   |
| Ethiopia           | 4            | 2009, 2010, 2011, 2018                   |
| Việt Nam           | 3            | 2022, 2023, 2024                         |
| Mexico             | 3            | 2017, 2021, 2023                         |
| Nga                | 3            | 2013, 2015, 2023                         |
| Brazil             | 3            | 2008, 2017, 2022                         |
| Đức                | 2            | 2022, 2024                               |
| Zimbabwe           | 2            | 2015, 2024                               |
| Nigeria            | 2            | 2017, 2022                               |
| Seychelles         | 2            | 2008, 2021                               |
| Thái Lan           | 2            | 2012, 2019                               |
| Perú               | 2            | 2010, 2019                               |
| Belarus            | 2            | 2008, 2009                               |
| Sierra Leone       | 1            | 2023                                     |
| Anh Quốc           | 1            | 2021                                     |
| Hungary            | 1            | 2019                                     |
| Costa Rica         | 1            | 2018                                     |
| Slovakia           | 1            | 2018                                     |
| Hà Lan             | 1            | 2017                                     |
| Ghana              | 1            | 2016                                     |
| Ý                  | 1            | 2016                                     |
| Sri Lanka          | 1            | 2016                                     |
| Argentina          | 1            | 2014                                     |
| Cuba               | 1            | 2014                                     |
| Bồ Đào Nha         | 1            | 2014                                     |
| Anh                | 1            | 2012                                     |
| Trung Quốc         | 1            | 2011                                     |
| Tây Ban Nha        | 1            | 2011                                     |
| Jamaica            | 1            | 2011                                     |
| Ba Lan             | 1            | 2010                                     |
| Hàn Quốc           | 1            | 2009                                     |
| Cộng hòa Dominican | 1            | 2008                                     |
| Singapore          | 1            | 2008                                     |

## Danh sách đại diện Việt Nam
Chú thích
- Chiến thắng
- Á hậu
- Lọt vào chung kết hoặc bán kết

| Năm  | Nơi tổ chức                           | Đại diện                              | Tuổi                                  | Chiều cao                             | Quê quán                              | Danh hiệu quốc gia                      | Thứ hạng       | Giải thưởng phụ                                  |
| ---- | ------------------------------------- | ------------------------------------- | ------------------------------------- | ------------------------------------- | ------------------------------------- | --------------------------------------- | -------------- | ------------------------------------------------ |
| 2003 | Đức                                   | Bùi Thị Hoàng Oanh                    | 19                                    | 1,70 m (5 ft 7 in)                    | Thành phố Hồ Chí Minh                 | Á hậu Việt Nam 2002                     | Không đạt giải | Không                                            |
| 2004 | Đức                                   | Châu Ánh Minh                         | 21                                    | 1,72 m (5 ft 7+1⁄2 in)                | Thành phố Hồ Chí Minh                 | Giải Vàng Siêu mẫu Việt Nam 2003        | Không đạt giải | Không                                            |
| 2005 | Đức                                   | Phạm Thị Thanh Hằng                   | 22                                    | 1,75 m (5 ft 9 in)                    | Thành phố Hồ Chí Minh                 | Hoa hậu Người mẫu Việt Nam qua ảnh 2001 | Không đạt giải | Top 15 ngộ nhận                                  |
| 2014 | Đức                                   | Huỳnh Thúy Anh                        | 23                                    | 1,72 m (5 ft 7+1⁄2 in)                | Hà Nội                                | Không                                   | Không đạt giải | Không                                            |
| 2015 | Đức                                   | Lê Thị Hà Thu                         | 23                                    | 1,67 m (5 ft 5+1⁄2 in)                | Thừa Thiên Huế                        | Á hậu Đại dương Việt Nam 2014           | Top 17         | Miss Popularity                                  |
| 2016 | Sri Lanka                             | Nguyễn Thị Bảo Như                    | 24                                    | 1,69 m (5 ft 6+1⁄2 in)                | Kiên Giang                            | Á hậu Biển Việt Nam 2016                | Không đạt giải | Không                                            |
| 2017 | Ai Cập                                | Nguyễn Đặng Tường Linh                | 23                                    | 1,67 m (5 ft 5+1⁄2 in)                | Phú Yên                               | Người đẹp Phú Yên 2011                  | Top 18         | TGPC People's Choice                             |
| 2018 | Philippines                           | Lê Âu Ngân Anh                        | 24                                    | 1,74 m (5 ft 8+1⁄2 in)                | Tiền Giang                            | Hoa hậu Đại dương Việt Nam 2017         | Á hậu 4        | People's Choice                                  |
| 2019 | Ai Cập                                | Nguyễn Thị Thúy An                    | 22                                    | 1,68 m (5 ft 6 in)                    | Kiên Giang                            | Á hậu Việt Nam 2018                     | Không đạt giải | Không                                            |
| 2020 | Cuộc thi bị hủy vì dịch bệnh Covid-19 | Cuộc thi bị hủy vì dịch bệnh Covid-19 | Cuộc thi bị hủy vì dịch bệnh Covid-19 | Cuộc thi bị hủy vì dịch bệnh Covid-19 | Cuộc thi bị hủy vì dịch bệnh Covid-19 |                                         |                |                                                  |
| 2021 | Ai Cập                                | Trần Hoàng Ái Nhi                     | 23                                    | 1,70 m (5 ft 7 in)                    | Đắk Lắk                               | Không                                   | Không đạt giải | Top 5 Asia & Oceania 2nd Place Best Evening Gown |
| 2022 | Ai Cập                                | Lê Nguyễn Bảo Ngọc                    | 21                                    | 1,85 m (6 ft 1 in)                    | Cần Thơ                               | Á hậu Thế giới Việt Nam 2022            | Hoa hậu        | Miss Intercontinental Asia & Oceania             |
| 2023 | Ai Cập                                | Lê Nguyễn Ngọc Hằng                   | 20                                    | 1,74 m (5 ft 8+1⁄2 in)                | Thành phố Hồ Chí Minh                 | Á hậu Việt Nam 2022                     | Á hậu 2        | Miss Intercontinental Asia & Oceania             |
| 2024 | Ai Cập                                | Bùi Khánh Linh                        | 22                                    | 1,77 m (5 ft 9+1⁄2 in)                | Bắc Giang                             | Á hậu Hòa bình Việt Nam 2023            | Á hậu 3        | Miss Intercontinental Asia & Oceania             |